# Сальников Юрій Григорійович
Сальников Юрій Григорійович (6 червня 1950) — радянський вершник.
Олімпійський чемпіон 1980 року в командному триборстві, бронзовий призер 1980 року в індивідуальному триборстві.
Срібний призер Чемпіонату Європи з кінного триборства 1973 року в командному триборстві.
Срібний призер ігор Дружба-84 в командному триборстві.